# Igor Korolow
Igor Borisowicz Korolow, ros. Игорь Борисович Королёв (ur. 6 września 1970 w Moskwie, zm. 7 września 2011 w Jarosławiu) – rosyjski hokeista, reprezentant ZSRR i Rosji, trener hokejowy.

## Życiorys
Kariera klubowa
- Dinamo Moskwa (1988–1993)
- St. Louis Blues (1993–1994)
- Dinamo Moskwa (1994)
- Winnipeg Jets (1994–1996)
- Phoenix Coyotes (1996–1997)
  -  Phoenix Roadrunners (1996–1997)
  -  Michigan K-Wings (1996–1997)
- Toronto Maple Leafs (1997–2001)
- Chicago Blackhawks (2001–2004)
  -  Norfolk Admirals (2002–2004)
- Łokomotiw Jarosław (2004–2005)
- Mietałłurg Magnitogorsk (2005–2008)
- Atłant Mytiszczi (2008–2009)
- Łokomotiw Jarosław (2009–2010)

Wychowanek Dinama Moskwa. Spędził 12 sezonów w lidze NHL. W związku z grą w Kanadzie uzyskał obywatelstwo tego kraju. Karierę zawodniczą zakończył w barwach Łokomotiwu po sezonie KHL (2009/2010).
Uczestniczył w turniejach Canada Cup 1991 (ZSRR) i mistrzostw świata w 1993 (Rosja).
W 2011 został asystentem kanadyjskiego trenera Brada McCrimmona w Łokomotiwie (drugim asystentem był jego rówieśnik i dawny kolega z drużyny, Aleksandr Karpowcew). Zginął dzień po swoich 41. urodzinach, 7 września 2011 w katastrofie samolotu pasażerskiego Jak-42D w pobliżu Jarosławia. Wraz z drużyną leciał do Mińska na inauguracyjny mecz ligi KHL sezonu 2011/12 z Dynama Mińsk.
Został pochowany w Toronto.
Od 1990 jego żoną była Wiera, z którą miał córki Krystynę i Anastazję.

## Sukcesy
- Złoty medal mistrzostw świata juniorów do lat 18: 1988

Klubowe
- Złoty medal mistrzostw ZSRR: 1990, 1991, 1992 z Dinamem Moskwa
- Złoty medal mistrzostw Rosji: 1993 z Dinamem Moskwa, 2007 z Mietałłurgiem Magnitogorsk
- Brązowy medal mistrzostw Rosji: 2006, 2008 z Mietałłurgiem Magnitogorsk, 2005 z Łokomotiwem Jarosław
- Puchar Mistrzów: 2008 z Mietałłurgiem Magnitogorsk
- Puchar Spenglera: 2005 z Mietałłurgiem Magnitogorsk

Indywidualne
- Superliga rosyjska w hokeju na lodzie (2006/2007):
  - Nagroda Żelazny Człowiek – najwięcej rozegranych meczów w ostatnich trzech sezonach: 200
- Superliga rosyjska w hokeju na lodzie (2007/2008):
  - Nagroda Człowiek z Żelaza – najwięcej rozegranych meczów w ostatnich trzech sezonach: 201